# Larry Silverstein

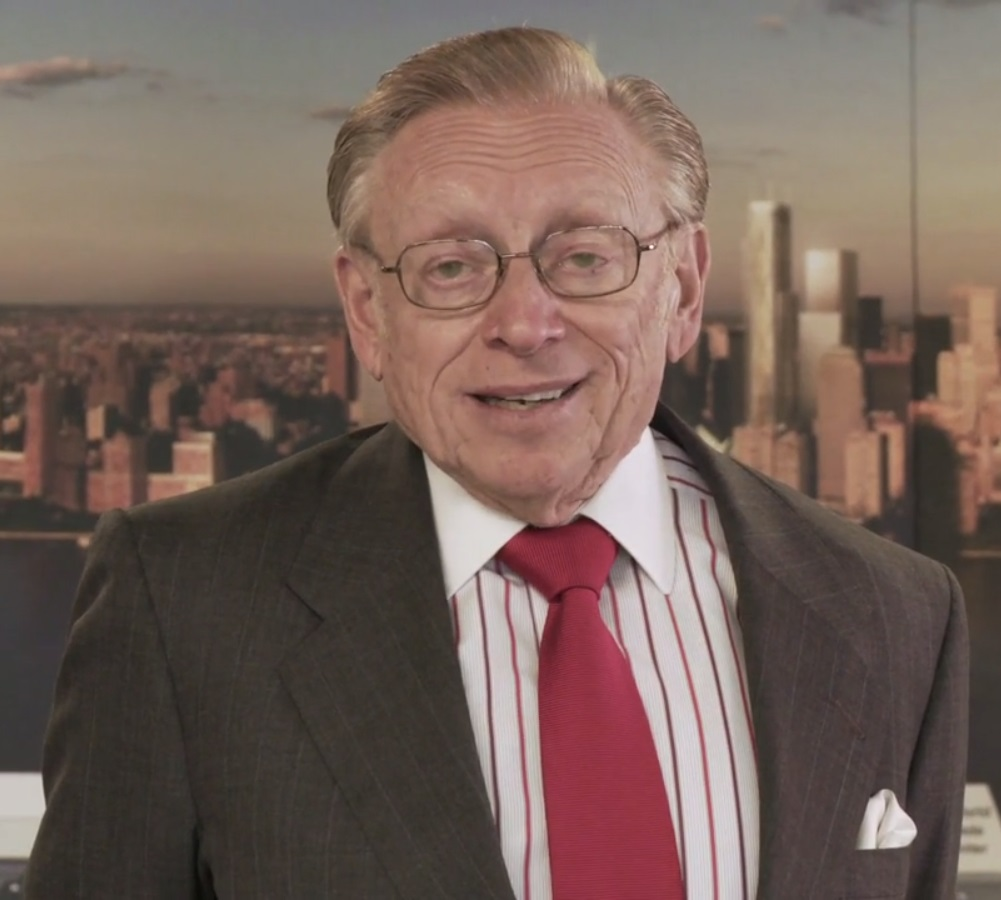
Larry Silverstein

Larry A. Silverstein (Bedford-Stuyvesant, Brooklyn, New York, 30 mei 1931) is een Amerikaanse onroerendgoedhandelaar en directeur van Silverstein Properties Inc. Hij was nog geen twee maanden de eigenaar van het World Trade Center ten tijde van de terroristische aanslagen op 11 september 2001.

## World Trade Center
Het lease-contract had betrekking op de WTC-torens één, twee, vier en vijf, en ongeveer 39.500 m² kantoorruimte. Silverstein betaalde zelf $ 14 miljoen aan eigen geld voor het contract. De overeenkomst omvatte ook het recht van Silverstein, zijnde leaseholder, om de gebouwen te herbouwen, mochten ze verwoest worden.
Nadat de deal gesloten was, verzekerde hij de WTC-gebouwen. De verzekeringspolis werd ondertekend door 24 verzekeringsaanbieders voor een totaal van 3,55 miljard Amerikaanse dollar per geval van zaakschade. Dit is later punt van discussie gebleken tussen Silverstein en de verzekeringsmaatschappijen, omdat Silverstein de aanslagen als twee afzonderlijke gevallen zag (per inslag van een vliegtuig één geval van schade) en de verzekeringsmaatschappijen de beide vliegtuiginslagen als één geval bekeken.